# Snowy White
Terence Charles "Snowy" White (Barnstaple, Devon, Inglaterra, 3 de marzo de 1948) es un guitarrista británico, popular por haber tocado para Thin Lizzy (de 1979 a 1981), para Pink Floyd (como músico de apoyo en vivo; en 1977 y 1980) y para Roger Waters, a partir de 1990. Participó también en el disco Wet Dream de Richard Wright. Formó la banda White Flames en 1983, con la que grabó algunos discos.
Formó parte de diversas giras con la banda de Waters, realizando conciertos por Europa, Norteamérica, Australia, Asia y Suramérica. En 1999 inició la gira In the Flesh; la gira The Dark Side of the Moon Live, la cual también contenía algunas versiones de Pink Floyd de otros álbumes y canciones de Waters de su carrera como solista; y la gira The Wall Live, que se realizó entre 2010 y 2013.

## Discografía
- 1983: White Flames
- 1984: Snowy White
- 1984: That Certain Thing
- 1988: Snowy White's Blues Agency - Change My Life
- 1989: Snowy White's Blues Agency - Open For Business
- 1994: Highway to the Sun
- 1995: Mick Taylor & Snowy White - Arthur's Club-Geneve 1995
- 1996: Snowy White & the White Flames - No Faith Required
- 1998: Snowy White & the White Flames - Little Wing
- 1999: Snowy White & the White Flames - Keep Out - We Are Toxic
- 2002: Snowy White & the White Flames - Restless
- 2005: Snowy White & the White Flames - The Way It Is
- 2007: Snowy White & the White Flames - Live Flames
- 2011: Snowy White & the White Flames - Realistic
- 2012: Snowy White & the White Flames - After Paradise
- 2016: Snowy White & the White Flames - Released
- 2017: Snowy White & the White Flames - Reunited
- 2019: Snowy White & the White Flames - The Situation
- 2020: Snowy White & the White Flames - Something on me
- 2022: Snowy White & the White Flames - Driving on the 44

### Compilados
- 1993: Snowy White's Blues Agency - The Best of Snowy White's Blues Agency
- 1996: Goldtop: Groups & Sessions
- 1999: Pure Gold - The Solo Years 1983-98
- 2003: Bird Of Paradise - An Anthology

### Thin Lizzy
- Chinatown, 1980
- Renegade, 1981
- Life, 1983

### Pink Floyd
- Animals (pequeña aparición), 1977
- Is There Anybody Out There? The Wall Live 1980-1981, 2000

### Richard Wright
- Wet Dream, 1978

### Roger Waters
- The Wall Live in Berlin, 1990
- In the Flesh: Live, 2000
- Flickering Flame: The Solo Years Vol. 1, 2002
- The Dark Side of the Moon Live, 2007
- The Wall Live, 2014